# Edgaras Česnauskis
Edgaras Česnauskis (ur. 5 lutego 1984 w Poniewieżu) – litewski piłkarz grający na pozycji lewego pomocnika. Edgaras jest młodszym bratem Deividasa, reprezentanta kraju, obecnie zawodnika Arisu Saloniki.

## Kariera piłkarska

### Kariera klubowa
Česnauskis pochodzi z miasta Poniewież. Jest wychowankiem tamtejszego klubu Ekranas Poniewież. W 2000 roku zadebiutował w jego barwach w ekstraklasie litewskiej. Liczył sobie wówczas 16 lat. W 2001 roku był już podstawowym zawodnikiem Ekranasu i zajął z nim 4. miejsce w lidze. W 2002 roku spisał się ze swoim klubem jeszcze lepiej kończąc sezon na 3. pozycji, a w 2003 roku wywalczył wicemistrzostwo Litwy. Dla Ekranasu przez cztery sezony rozegrał 80 meczów i zdobył 4 gole.
Zimą 2004 roku Edgaras przeszedł do ukraińskiego Dynama Kijów. W Dynamie wobec dużej konkurencji nie wywalczył sobie miejsca w składzie i większość czasu spędził w rezerwach klubu. W 2004 roku zespół został mistrzem kraju, ale Litwin rozegrał tylko jeden mecz. W 2005 i 2006 roku Dynamo zdobywało wicemistrzostwo, ale dorobek Česnauskisa to odpowiednio jedno spotkanie i trzy spotkania.
Na początku 2006 roku Česnauskis zmienił barwy klubowe i za 700 tysięcy euro trafił do rosyjskiego Saturna Ramienskoje. W Premer Lidze zadebiutował 19 marca w zremisowanym 1:1 meczu z Zenitem Petersburg. Ogółem w całym sezonie zagrał 25 razy zdobywając 6 goli i stając się po Aleksieju Eremence drugim najlepszym strzelcem zespołu.
W trakcie sezonu 2008 Česnauskis odszedł do FK Moskwa i do końca rozgrywek rozegrał dla niego dziesięć ligowych pojedynków. W 2009 roku również grał w FK Moskwa, a w 2010 odszedł do Dinama Moskwa. Z kolei w 2011 roku przeszedł do FK Rostów.
| Sezon   | Klub               | Kraj    | Rozgrywki     | Mecze | Bramki |
| ------- | ------------------ | ------- | ------------- | ----- | ------ |
| 2000    | Ekranas Poniewież  | Litwa   | A lyga        | 1     | 0      |
| 2001    | Ekranas Poniewież  | Litwa   | A lyga        | 23    | 0      |
| 2002    | Ekranas Poniewież  | Litwa   | A lyga        | 29    | 2      |
| 2003    | Ekranas Poniewież  | Litwa   | A lyga        | 27    | 2      |
| 2003/04 | Dynamo Kijów       | Ukraina | Premier-liha  | 1     | 0      |
| 2004/05 | Dynamo Kijów       | Ukraina | Premier-liha  | 1     | 0      |
| 2005/06 | Dynamo Kijów       | Ukraina | Premier-liha  | 3     | 0      |
| 2006    | Saturn Ramienskoje | Rosja   | Priemjer-Liga | 28    | 7      |
| 2007    | Saturn Ramienskoje | Rosja   | Priemjer-Liga | 22    | 4      |
| 2008    | Saturn Ramienskoje | Rosja   | Priemjer-Liga | 5     | 0      |
| 2008    | FK Moskwa          | Rosja   | Priemjer-Liga | 10    | 1      |
| 2009    | FK Moskwa          | Rosja   | Priemjer-Liga | 25    | 4      |
| 2010    | Dinamo Moskwa      | Rosja   | Priemjer-Liga | 22    | 2      |
| 2011/12 | FK Rostów          | Rosja   | Priemjer-Liga | 24    | 0      |
| 2012/13 | FK Rostów          | Rosja   | Priemjer-Liga | 25    | 1      |
| 2013/14 | FK Rostów          | Rosja   | Priemjer-Liga | 0     | 0      |
| 2014/15 | FK Rostów          | Rosja   | Priemjer-Liga | 0     | 0      |

## Kariera reprezentacyjna
W reprezentacji Litwy Česnauskis swój pierwszy mecz rozegrał 3 lipca 2003, a Litwa pokonała w towarzyskim meczu Estonię 5:1. W 90. minucie tego meczu Edgaras zdobył gola ustalającego wynik meczu. Od czasu eliminacji do Mistrzostw Świata w Niemczech stał się podstawowym zawodnikiem drużyny narodowej.